# Raúl Antonio Chau Quispe

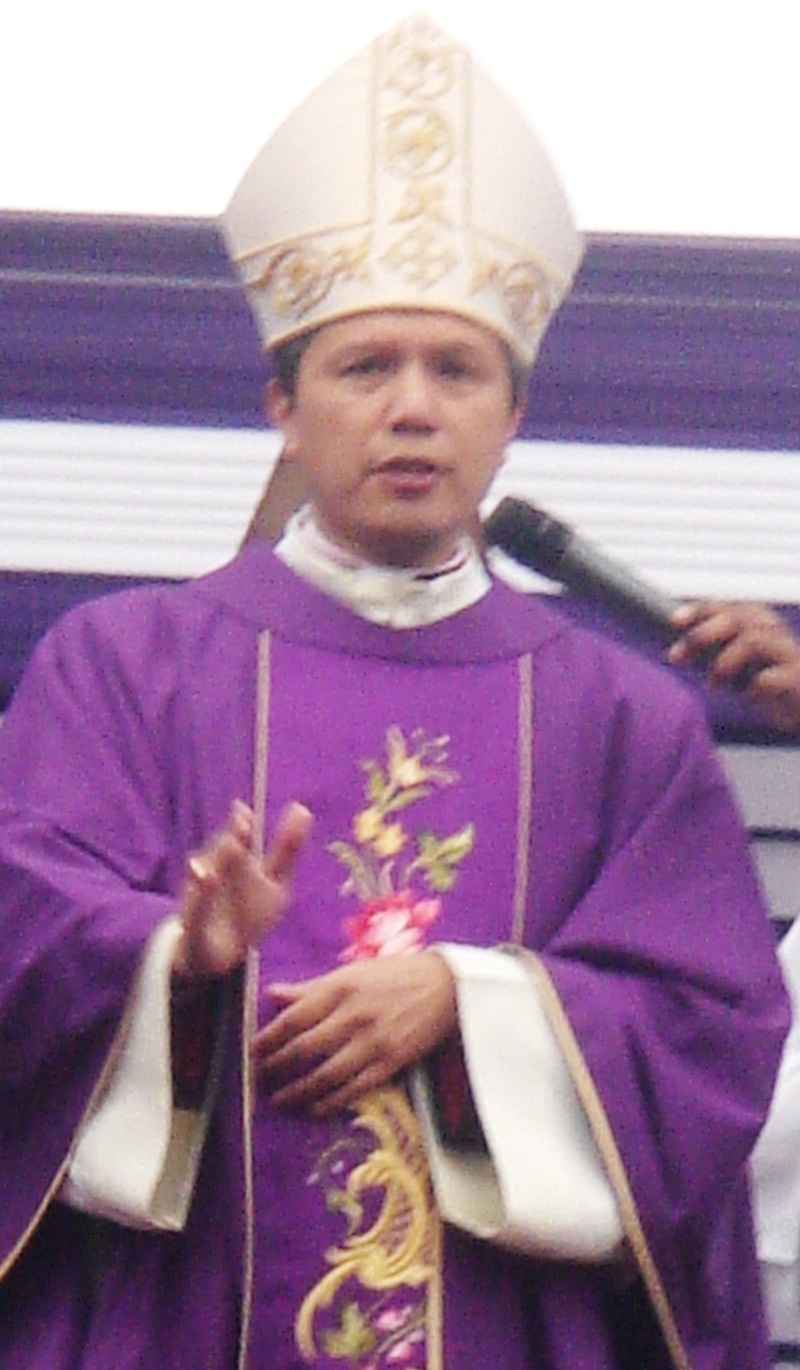
Raúl Chau (Lima, 2009).

Wappen von Raúl Antonio Chau Quispe

Raúl Antonio Chau Quispe (* 15. September 1967 in Lima) ist ein peruanischer Geistlicher und römisch-katholischer Weihbischof in Arequipa.

## Leben
Raúl Antonio Chau Quispe besuchte die Volksschule „Santiago Apóstol“ im Stadtteil Surco von Lima und das Gymnasium „San Julián“ im Stadtteil Barranco von Lima. An der Universidad de Lima graduierte er in Finanzwissenschaft mit dem Schwerpunkt Buchhaltung.
1991 trat er für ein theologisches Propädeutikum in das Priesterseminar „Santo Toribio de Mogrovejo“ in Lima ein. 1992 nahm er ein Studium der Philosophie und der Theologie an der Facultad de Teología Pontificia y Civil in Lima auf. Der Erzbischof von Lima, Augusto Vargas Alzamora SJ, spendete ihm am 16. Juli 1998 die Priesterweihe. Anschließend war er Sekretär von Kardinal Augusto Vargas Alzamora und von Kardinal Juan Luis Cipriani Thorne sowie Pfarrer der Pfarrei Santa Rosa de Lima im Stadtteil Lince von Lima. Von 2007 bis 2009 absolvierte er ein postgraduales Studium der Theologie an der Universität Navarra in Pamplona.
Papst Benedikt XVI. ernannte ihn am 30. Januar 2009 zum Titularbischof von Aveia und Weihbischof in Lima. Die Bischofsweihe spendete ihm der Erzbischof von Lima, Juan Luis Kardinal Cipriani Thorne, am 19. April desselben Jahres; Mitkonsekratoren waren Carlos Enrique García Camader, Bischof von Lurín, und Adriano Tomasi Travaglia OFM, Weihbischof in Lima.
Papst Franziskus ernannte ihn am 4. Juli 2019 zum Weihbischof in Arequipa.